# Antonio Veracini
Antonio Veracini (Florència (Toscana), 17 de gener, 1659 - Idem. 26 d'octubre, 1733), va ser un compositor i violinista italià, oncle de Francesco Maria.

## Biografia
Antonio Veracini probablement va començar els seus estudis musicals amb el seu pare Francesco. Després de diversos contactes amb la cort dels Mèdici a través del seu pare, protegit pel Gran Duc Ferran II, el 1682 va entrar al servei de la gran duquessa Victòria i hi va romandre fins a la seva mort el 1694. A la mort de Pietro Sammartini, l'any 1700 es va convertir en mestre de capella de l'església de S. Michele a Florència. Va rebre encàrrecs de música sacra d'altres esglésies i oratoris florentins de la companyia de S. Marco, S. Jacopo del Nicchio i S. Niccolò del Ceppo. Paral·lelament, va ensenyar a l'escola privada fundada i dirigida pel seu pare, i a partir de 1708 va ocupar el seu lloc com a director. Tres dels seus viatges estan documentats: 2 van ser en direcció a Roma (1699), on probablement va conèixer Arcangelo Corelli, mentre que un tercer (1720) va ser en direcció a Viena, però sabem amb certesa que va estar a Florència cada Pasqua de 1685 a 1733, com es pot veure a les llistes parroquials. Va ser un cèlebre virtuós del violí i professor del seu nebot Francesco Maria, amb qui va mantenir nombrosos concerts amb gran èxit.
Durant la seva vida va tenir instruments d'inestimable valor, alguns produïts per Jakob Stainer, altres pel taller de Nicolò Amati.

## Composicions
Música instrumental

- Sonates per a tres, dos violins i violoncel, o arcileuto amb baix per a orgue... Òpera Primera (Florència, 1692)
- Sonates de cambra per a violí sol... Segona obra (Mòdena, 1694)
- Sonates de cambra per a dos, violí i violoncel o arcileuto amb baix per a clavicèmbal... Tercera obra (Mòdena, 1696)

Oratoris

- El fill pròdig, (1693)
- La caiguda dels filisteus en la mort de Samsó, (1695)
- Els triomfs de Josuè, (1703)
- Assalon castigat, (1708)

Es perd la música dels oratoris enumerats anteriorment.